# Boutros Romhein
Boutros Romhein, nacido el año 1949 en un pueblo del sur de Siria es un escultor contemporáneo. 